# Mirza Bašić
Pour les articles homonymes, voir Bašić.
Mirza Bašić, né le 12 juillet 1991 à Sarajevo, est un joueur de tennis bosnien, professionnel depuis 2009.

## Carrière
Mirza Bašić réalise de bons résultats en junior avec notamment deux titres à Umag et Lexington, ainsi qu'une finale à Québec, ce qui lui a permis d'atteindre la 6e place mondiale début 2009.
Vainqueur de 7 tournois Future en simple, il est désormais principalement actif dans les tournois circuit Challenger. Il y a remporté ses deux premiers titres en simple à Recanati en 2015 et à Guadalajara en 2017. Il a également remporté un titre en double sur ce même circuit, à Sarajevo en 2013, associé à Tomislav Brkić.
Pour ses débuts sur le circuit ATP en 2013, il élimine Jerzy Janowicz, 22e mondial au premier tour du tournoi de Halle. Quatre mois plus tard, il bat Michael Russell à Vienne.
En 2016, il reçoit une invitation de la part de la Commission tripartite afin de participer aux Jeux olympiques. Il y est battu au premier tour par Juan Mónaco (6-2, 6-2). Fin 2017, il atteint les demi-finales du tournoi de Moscou après avoir écarté Daniil Medvedev en quart de finale.
En 2018, il s'illustre à Sofia. Alors 129e mondial, il élimine des joueurs mieux classés que lui dont Florian Mayer (72e) (6-4, 6-1), Philipp Kohlschreiber (35e) (7-5, 7-65) et Maximilian Marterer (82e) (6-4, 4-6, 6-3), avant de battre Stanislas Wawrinka (15e) en 2 sets (7-66, 6-4) en demi-finale. Il atteint sa première finale sur le circuit ATP à 26 ans et s'y impose contre Marius Copil (93e) en 3 sets (7-66, 64-7, 6-4). Grâce à ce titre, il fait son entrée pour la première fois dans le top 100 du classement ATP à la 77e place mondiale.
Il intègre en 2007 l'équipe de Bosnie-Herzégovine de Coupe Davis et la retrouve en 2014 après 4 ans d'absence. Il domine notamment Jarkko Nieminen en cinq sets en 2014 et Malek Jaziri en 2016. L'équipe fait ses débuts dans le groupe I continental en 2017 et Mirza Bašić remporte le double décisif contre les spécialistes polonais Łukasz Kubot et Marcin Matkowski. Il est désormais le joueur qui a remporté le plus de matchs pour son pays en Coupe Davis.
Il remporte son premier tournoi lors du Diema Xtra Sofia Open de Sofia le 11 février 2018 en battant le Roumain Marius Copil.

## Palmarès

### Titre en simple messieurs
| No | Date       | Nom et lieu du tournoi       | Catégorie | Dotation  | Surface    | Finaliste    | Score           |          |
| -- | ---------- | ---------------------------- | --------- | --------- | ---------- | ------------ | --------------- | -------- |
| 1  | 05-02-2018 | Diema Xtra Sofia Open, Sofia | ATP 250   | 501 345 € | Dur (int.) | Marius Copil | 7-66, 64-7, 6-4 | Parcours |

### Finale en simple messieurs
Aucun

## Parcours dans les tournois duGrand Chelem

### En simple
| Année | Open d'Australie | Open d'Australie | Internationaux de France | Internationaux de France | Wimbledon       | Wimbledon         | US Open         | US Open       |
| ----- | ---------------- | ---------------- | ------------------------ | ------------------------ | --------------- | ----------------- | --------------- | ------------- |
| 2016  | 2e tour (1/32)   | Tomáš Berdych    | —                        | —                        | —               | —                 | —               | —             |
| 2017  | —                | —                | —                        | —                        | —               | —                 | —               | —             |
| 2018  | —                | —                | 1er tour (1/64)          | Adam Pavlásek            | 1er tour (1/64) | Diego Schwartzman | 1er tour (1/64) | Dominic Thiem |
| 2019  | 1er tour (1/64)  | Henri Laaksonen  | —                        | —                        | —               | —                 | —               | —             |

N.B. : à droite du résultat se trouve le nom de l'ultime adversaire.

### En double
| Année | Open d'Australie           | Open d'Australie            | Internationaux de France  | Internationaux de France | Wimbledon                 | Wimbledon                    | US Open                    | US Open                 |
| ----- | -------------------------- | --------------------------- | ------------------------- | ------------------------ | ------------------------- | ---------------------------- | -------------------------- | ----------------------- |
| 2018  | —                          | —                           | 2e tour (1/16) D. Džumhur | H. Kontinen John Peers   | 2e tour (1/16) D. Lajović | Nikola Mektić Alexander Peya | 1er tour (1/32) D. Džumhur | M. McDonald Y. Nishioka |
| 2019  | 1er tour (1/32) D. Džumhur | Taylor Fritz Cameron Norrie | —                         | —                        | —                         | —                            | —                          | —                       |

N.B. : le nom du partenaire se trouve sous le résultat ; le nom des ultimes adversaires se trouve à droite.

## Parcours dans lesMasters 1000
| Année | Indian Wells | Miami               | Monte-Carlo        | Madrid | Rome | Canada               | Cincinnati | Shanghai | Paris |
| ----- | ------------ | ------------------- | ------------------ | ------ | ---- | -------------------- | ---------- | -------- | ----- |
| 2018  | —            | 1er tour Y. Bhambri | 1er tour A. Bedene | —      | —    | 1er tour N. Djokovic | —          | —        | —     |

N.B. : sous le résultat se trouve le nom de l’ultime adversaire.

## Classements ATP en fin de saison
| Année          | 2008 | 2009 | 2010 | 2011 | 2012 | 2013 | 2014 | 2015 | 2016 | 2017 | 2018 |
| Rang en simple | 1823 | 1026 | 517  | 289  | 277  | 250  | 253  | 136  | 182  | 140  | 88   |
| Rang en double | 1476 | 795  | 727  | 1211 | 574  | 356  | 611  | 778  | 659  | 568  | 242  |

Source : (en) Classements de Mirza Bašić sur le site officiel de la Fédération internationale de tennis